# Ligiamorpha
Infra-ordre
Les Ligiamorpha sont un infra-ordre de crustacés isopodes du sous-ordre des Oniscidea.

## Liste des familles
Selon Fauna Europaea (26 avr. 2016) :
- Armadillidae
- Armadillidiidae
- Bathytropidae
- Buddelundiellidae
- Cylisticidae
- Halophilosciidae
- Ligiidae
- Mesoniscidae
- Oniscidae
- Philosciidae
- Platyarthridae
- Porcellionidae
- Scleropactidae
- Scyphacidae
- Spelaeoniscidae
- Stenoniscidae
- Styloniscidae
- Tendosphaeridae
- Trachelipodidae
- Trichoniscidae

Selon ITIS (26 avr. 2016) :
- famille Hekelidae Ferrara, 1977
- famille Ligiidae Leach, 1814
- famille Mesoniscidae Verhoeff, 1908
- super-famille Armadilloidea Brandt, 1831
- super-famille Oniscoidea Latreille, 1802
- super-famille Styloniscoidea Vandel, 1952
- super-famille Trichoniscoidea Sars, 1899